# 島袋翔伍
島袋 翔伍（しまぶくろ しょうご、1990年3月30日 - ）は、日本の元プロ野球選手（外野手）。

## 来歴

### プロ入り前
沖縄県宜野湾市出身。小学校の頃、父の影響で野球を始める。高校は中部商業高校へ入学、上原監督の下、三塁手として甲子園出場を目指すが、県大会で敗退。
2008年、那覇市の社会人野球チームビッグ開発ベースボールクラブに入団し主に1番レフトでレギュラーに定着する。2010年には都市対抗野球大会予選で初めて2次予選に進出したほか、同年の西日本クラブカップで初優勝し主に先頭打者として大きく貢献した。同年、四国アイランドリーグplusの香川オリーブガイナーズからドラフト1位指名を受け、翌2011年同球団へ入団。

### 独立リーグ時代
2011年のシーズンは、打率.296、本塁打9を記録し、リーグのベストナインに選出される。
2012年のシーズンは、前期に打率3割5分を記録してチームの前期優勝に貢献し、リーグの前期MVPを獲得した。しかし、打撃中に右手首を痛め、後期の前半は多くの試合を欠場。その後怪我をしながらも代打で出場するが、打率2割8分台でシーズンを終了した。ベストナインには2年連続で選出された。
2013年のシーズンは、開幕戦にホームランを打ち、今シーズンより導入されたグラゼニ賞（お金を払っても見に来てよかった、と観客に思われるプレーをしたと考えられる選手に贈られる表彰）の4月度表彰選手に選ばれた。チームが前期優勝争いの佳境にあった6月22日の対高知ファイティングドッグス戦では、0-0の9回裏にサヨナラ本塁打を放ち、優勝を引き寄せた。2013年のシーズン終了後、自らの申し出により香川を退団している（任意引退）。

## 詳細情報

### 年度別打撃成績
以下の数値は四国アイランドリーグplusウェブサイト掲載の各シーズン選手成績による。
| 年 度    | 球 団    | 打 率 | 試 合 | 打 席 | 打 数 | 得 点 | 安 打 | 二 塁 打 | 三 塁 打 | 本 塁 打 | 打 点 | 三 振 | 四 球 | 死 球 | 犠 打 | 犠 飛 | 盗 塁 | 長 打 率 | 出 塁 率 |
| -------- | -------- | ----- | ----- | ----- | ----- | ----- | ----- | -------- | -------- | -------- | ----- | ----- | ----- | ----- | ----- | ----- | ----- | -------- | -------- |
| 2011     | 香川     | .296  | 58    | 207   | 179   | 30    | 53    | 14       | 1        | 9        | 32    | 28    | 19    | 6     | 1     | 2     | 2     | .536     | .379     |
| 2012     | 香川     | .288  | 63    | 263   | 212   | 33    | 61    | 10       | 0        | 5        | 36    | 47    | 41    | 6     | 0     | 4     | 2     | .406     | .411     |
| 2013     | 香川     | .252  | 80    | 334   | 286   | 36    | 72    | 9        | 0        | 6        | 34    | 67    | 39    | 6     | 0     | 3     | 2     | .346     | .350     |
| 通算:3年 | 通算:3年 | .275  | 201   | 804   | 677   | 99    | 186   | 33       | 1        | 20       | 102   | 142   | 99    | 18    | 1     | 9     | 6     | .415     | .377     |

- 各年度の太字はリーグ最高。

### タイトル
- ベストナイン（外野手、2012年）
- 前期MVP 2012年8月

### 背番号
- 6 （2011年 - 2013年）